# Ptosima
Ptosima — род жуков-златок из подсемейства Polycestinae (триба Ptosimini Kerremans, 1902).

## Распространение
Палеарктика, Неарктика, Ориентальная область.

## Описание
Чёрные или буроватые златки с жёлтыми пятнами на надкрыльях и переднеспинке. Щиток явственный. Надкрылья покрыты малозаметными редкими волосками. Длина 7—13 мм.

## Систематика
Около 10 видов. Род Ptosima Dejean, 1833 вместе с родом Richtersveldia Bellamy, 2005 входят в состав трибы Ptosimini Kerremans, 1902.
- †Ptosima abyssa (Wickham, 1912)
- Ptosima bowringii Waterhouse, 1882
- Ptosima chinensis Marseul, 1867
- Ptosima embrikstrandina Obenberger, 1936
- Ptosima gibbicollis  (Say, 1823)
- Ptosima idolynae  Frost, 1923 (Фотографии (недоступная ссылка))
- Ptosima indica  Laporte & Gory, 1835
- Ptosima laeta  Waterhouse, 1882
- †Ptosima schaefferi (Wickham, 1912)
- Ptosima strandi Obenberger, 1924
- †Ptosima sylvatica Wickham, 1914
- Ptosima undecimmaculata (Herbst, 1784)typus (=Buprestis novemmaculata Fabricius, 1775; Ptosima novemmaculata)[2]
- Ptosima walshii LeConte, 1863